# 5717 Дамір
5717 Дамір (5717 Damir) — астероїд головного поясу, відкритий 20 жовтня 1982 року.
Тіссеранів параметр щодо Юпітера — 3,496.